# João de Barros (écrivain)
Pour les articles homonymes, voir João de Barros et Barros.
João de Barros (Figueira da Foz, 4 février 1881 – Lisbonne, 25 octobre 1960) est un poète, pédagogue et homme politique portugais.
João de Barros fut diplômé en droit de l'université de Coïmbra. Il se consacra à l'écriture et publia son œuvre essentiellement dans des périodiques. Sa poésie, sensible et inspirée, est encore peu étudiée.
Il fut un enthousiaste du rapprochement luso-brésilien et dirigea, avec João do Rio, la revue Atlântida (1915-1920). Les principaux écrivains de langue portugaise des années 1910 y participèrent. Il fut élu à l'Académie brésilienne de lettres en 1920.
Il fut l'un des derniers Ministre portugais des Affaires Étrangères de la Première République portugaise, en 1925.
Il consacra ses dernières années à l'adaptation de textes classiques pour le public de jeunes lecteurs. Il publia une version en prose des Lusiades, ainsi que de l’Odyssée.
En 1945, il fut décoré de l'ordre national de la Croix du Sud.
Il est le père de Henrique de Barros, futur ministre d'État et président de l'Assemblée de la République (chambre basse du Parlement portugais) après la révolution des Œillets.